# ريتشي تومسون
ريتشي تومسون (بالإنجليزية: Richie Thomson) هو دراج نيوزلندي، ولد في 16 أغسطس 1940 في أوامرو ‏ في نيوزيلندا، وتوفي في 3 مايو 2012.

## وصلات خارجية
- ريتشي تومسون على موقع أرشيف الدراجات (الإنجليزية)
- ريتشي تومسون على موقع إحصائيات الدراجات الإحترافية (الإنجليزية)
- ريتشي تومسون على موقع أوليمبيديا (الإنجليزية)